# 406737 Davet
406737 Davet este o planetă minoră (asteroid) din centura de asteroizi. A fost descoperită pe 25 aprilie 2008 la Vicques⁠(d) de Michel Ory⁠(d). 
Obiectul prezintă o orbită caracterizată de o semiaxă mare de 2,7600535023639 UAi, o excentricitate de 0,095469704185164, o înclinație de 9,6709775682389 ° în raport cu ecliptica.